# Esther Ballestrino
Esther Ballestrino de Careaga (Encarnación, 20 de janeiro de 1918 - 17 ou 18 de dezembro de 1977), conhecida também como "Teresa", foi uma maestra, bioquímica e activista social paraguaia, notável por ser uma das fundadoras da associação das Mães de Praça de Maio, dedicada a procurar aos desaparecidos durante o terrorismo de Estado em Argentina, motivo pelo qual foi sequestrada, torturada e assassinada.

## Vida
O 24 de março de 1976 produziu-se um golpe de Estado na Argentina que instalou um regime fundado no terrorismo de estado. Seus dois irmãos, Manuel Carlos Grutas e Yves Domergue foram sequestrados e desaparecidos, e sua filha Ana María Careaga, com três meses de gravidez, foi sequestrada o 13 de junho de 1977, para ser levada e torturada no centro clandestino de detenção Clube Atlético.
Esther começou então a organizar-se com outros familiares de desaparecidos e a participar das rodadas na praça de Maio que originaram a associação Mães de Praça de Maio e a colaborar com Familiares de Desaparecidos e Detentos por Razões Políticas e a Une Argentina pelos Direitos do Homem. 
Em outubro de 1977 Ana María foi liberta e tanto Esther como suas três filhas refugiaram-se primeiro em Brasil e depois em Suécia. No entanto, voltou à Argentina pouco depois. As outras mães então quiseram persuadí-la que era muito perigoso ficar e que devia voltar a Suécia. Sua filha Ana María conta que sua mãe contestou: "Não, vou seguir até que apareçam todos".

## Desaparecimento, sequestro, tortura e assassinato
Entre a quinta-feira 8 de dezembro e no sábado 10 de dezembro de 1977 o Grupo de tarefas 3.3.2 baixo o comando de Alfredo Astiz sequestrou a um grupo de 12 pessoas vinculadas à Mães de Praça de Maio. Entre elas se encontrava Esther Ballestrino, junto com as outras fundadoras de Mães de Praça de Maio Azucena Villaflor e María Ponce, e as freiras francesas Alice Domon e Léonie Duquet. 
Esther foi sequestrada o 8 de dezembro com a maior parte do grupo na Igreja Santa Cruz localizada no bairro de San Cristóbal da cidade de Buenos Aires, onde costumavam se reunir.
Foi levada directamente ao centro clandestino de detenção localizado na Escola de Mecânica da Armada (ESMA), baixo o controle da Marinha Argentina, onde foi enclausurada no sector denominado "Capucha". Ali permaneceu aproximadamente 10 dias, lapso durante o qual foi constantemente torturada. No Relatório Nunca Mais as testemunhas Maggio e Cubas, sobrevivientes da ESMA, relataram o que sabiam sobre sua sorte: 

... Lo mismo sucedió con las religiosas francesas Alice Domon y Leonie Renée Duquet. Tuve oportunidad personal de hablar con la hermana Alice, ya que fue llevada junto con la hermana Renée al tercer piso del Casino de Oficiales de la ESMA, lugar donde me encontraba cautivo. Esto ocurre alrededor del 11 o 12 de diciembre. Es cuando me cuenta que había sido secuestrada en una iglesia, conjuntamente con familiares de desaparecidos. Luego supe que eran 13 personas... Luego fueron «trasladadas» junto con las once personas restantes. Los rumores internos fundamentados por el apresuramiento con que se sacó de allí a estas personas, indicaban el asesinato de las mismas. (Testimonio de Horacio Domingo Maggio, Legajo N° 4450).

## Identificação de seu corpo e enterro

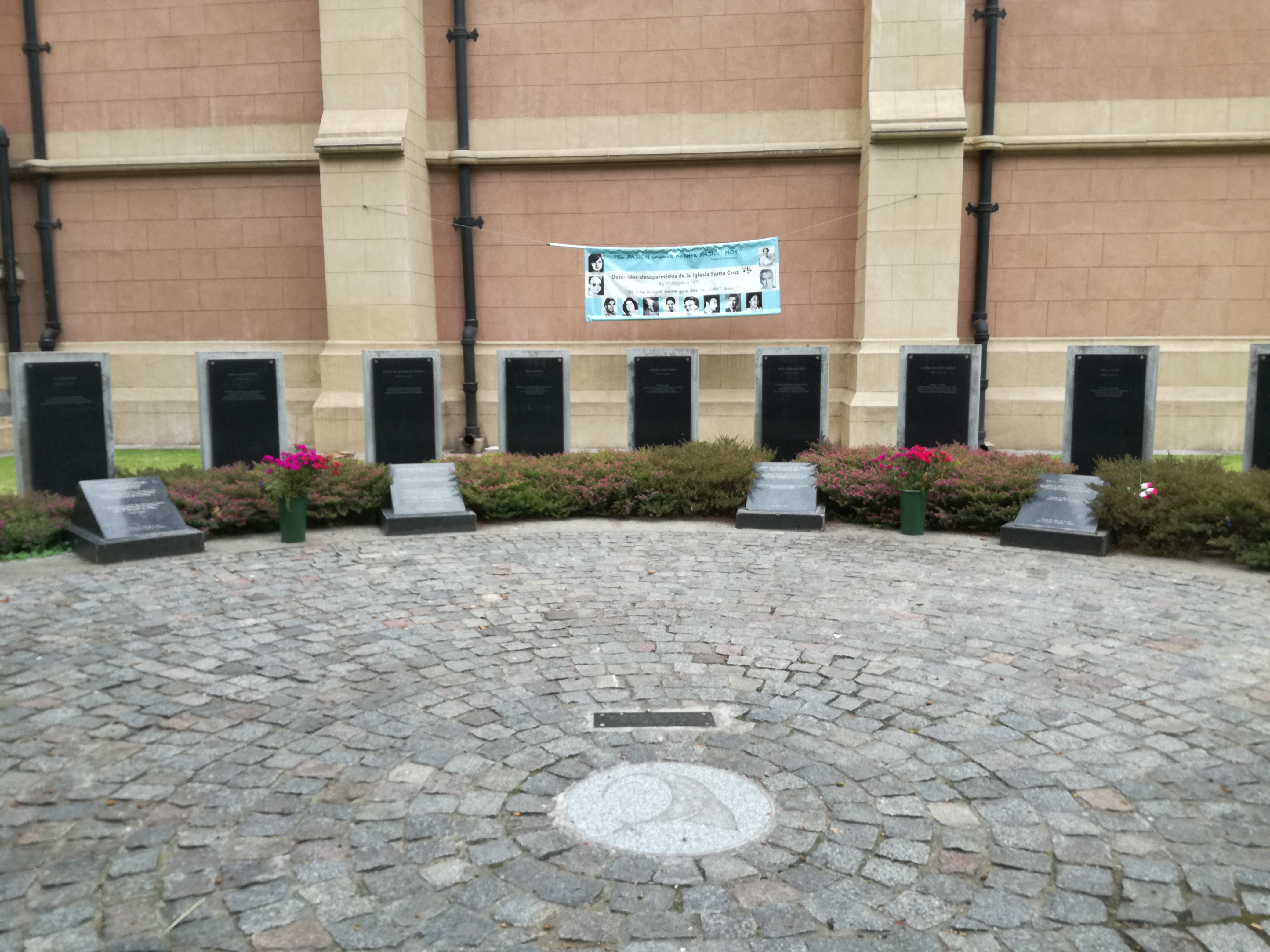
Solar da Memória na Igreja da Santa Cruz, onde se encontram os restos de Esther Ballestrino, juntos aos de Azucena Villaflor, María Ponce e Léonie Duquet.

O 20 de dezembro de 1977 começaram a aparecer cadáveres provenientes do mar nas praias da província de Buenos Aires à altura dos balnearios de Santa Teresita e Mar do Tuyú. Os médicos policiais que examinaram os corpos nessa oportunidade registaram que a causa da morte tinha sido "o choque contra objetos duros desde grande altura", como indicavam o tipo de fracturas ósseas constatadas, sucedidas dantes da morte. Sem realizar mais averiguaciones as autoridades locais dispuseram de imediato que os corpos fossem enterrados como NN no cemitério da próxima cidade de General Lavalle.
Cattani mandou os ossos ao laboratório de Inmunogenética e Diagnóstico Molecular (LIDMO) de Córdoba, pertencente ao EAAF. Os resultados do laboratório foram determinando que os restos pertenciam ao grupo de sequestrados entre os dias 8 e 10 de dezembro de 1977. O 8 de julho de 2005 o juiz Cattani recebeu o relatório estabelecendo que um dos restos individualizados pertenciam a Esther Ballestrino de Careaga.
No dia 24 de julho de 2005, 28 anos após ter sido assassinada, Esther Ballestrino de Careaga foi enterrada no jardim da Igreja Santa Cruz, em Buenos Aires, junto a María Ponce de Bianco, uma das três mães sequestradas com ela. Anteriormente também foram sepultadas ali a Irmã Léonie Duquet e a activista Ángela Auad. As cinzas de Azucena Villaflor foram espalhadas na praça de Maio.